# 23 февруари
23 февруари е 54-тият ден в годината според григорианския календар. Остават 311 дни до края на годината (312 през високосна година).

## Събития
- 303 г. – Римският император Диоклециан започва масови гонения срещу християните.
- 840 г. – Пиетро Традоник подписва Pactus Lotharii с франкския крал Лотар I, с което се осигурява независимостта на Венеция.
- 1796 г. – Наполеон I е назначен на длъжността главнокомандващ на Италианската армия.
- 1826 г. – Николай Лобачевски поставя началото на неевклидовата геометрия.
- 1836 г. – В Сан Антонио започва битката при Аламо.
- 1871 г. – В Цариград е свикан Първият църковно-народен събор.
- 1886 г. – Чарлс Мартин Хол произвежда първите образци алуминий след няколко години интензивна работа. По-голямата му сестра му помага при тези изследвания.
- 1893 г. – Рудолф Дизел получава германски патент за създадения от него двигател (наречен на неговото име дизелов).
- 1905 г. – В Чикаго адвокатът Пол Харис и трима други бизнесмени се срещат на обяд, за да създадат първия клуб „Ротари“.
- 1909 г. – Самолетът „Silver Dart“ прави първия си полет в Канада и Британската империя.
- 1910 г. – Китайските войски окупират Тибет.
- 1918 г. – Немският електроинженер д-р Артур Шербиус получава първи патент за шифровата машина „Енигма“.
- 1918 г. – В Съветския съюз войските на Василий Блюхер търпят сериозно поражение при Псков и Нарва. По-късно денят е обявен за празник на Червената армия. В днешна Русия това е Денят на защитниците на Отечеството.
- 1919 г. – В Италия Бенито Мусолини основава фашистката партия.
- 1933 г. – Япония окупира цялата северна част на Китай до Китайската стена.
- 1934 г. – Състои се премиерата на американския филм „Болеро“.
- 1943 г. – Създадена е Националната общогръцка огранизация на младежите.
- 1943 г. – Сформирана е Група армии „Африка“.
- 1944 г. – По заповед на Сталин над 400 хил. чеченци и ингуши са депортирани в Казахстан заради сътрудничество с нацистка Германия.
- 1947 г. – Основана е Международната организация по стандартизация ISO.
- 1953 г. – Във Великобритания са амнистирани 14 хиляди дезертьори от Втората световна война.
- 1955 г. – Провежда се първата среща на международната военна организация СЕАТО.
- 1958 г. – Кубински бунтовници отвличат 5-кратния световен шампион във Формула 1 Хуан Мануел Фанджо.
- 1959 г. – Проведена е първата сесия на Европейския съд по правата на човека.
- 1963 г. – Българската телевизия става член на Интервизия.
- 1963 г. – Създадена е Македонската академия на науките и изкуствата с първи председател Блаже Конески.
- 1973 г. – Състои се премиерата на българския игрален филм Мъже без работа.
- 1981 г. – В Испания е извършен опит за военен преврат начело с подполоковника от Гражданската гвардия Антонио Техеро Молина.
- 1981 г. – Състои се премиерата на българския игрален филм Дом за нежни души.
- 1987 г. – Наблюдавана е свръхновата SN 1987A в Големия Магеланов облак.
- 1992 г. – Официално са закрити XVI Зимни олимпийски игри в Албервил, Франция.
- 1996 г. – Състои се премиерата на американския филм Мери Райли.
- 1999 г. – Създаден е Съюз на частните здравноосигурителни фондове в България.
- 1999 г. – Лавина, с тегло над 300 хил. тона и движеща се с 290 km/ч, удря селцето Галтюр, Югозападна Австрия, в разгара на туристическия сезон. Загиват 31 души, затрупани под снега. Разрушени са 7 модерни здания.
- 2000 г. – Немският футболист Лотар Матеус изиграва 144-тия си мач за националния отбор, което е абсолютен световен рекорд.
- 2001 г. – Пусната е на вода ултрадълбоководната нефтена платформа Дийпуотър Хърайзън.
- 2001 г. – Президентът на Македония Борис Трайковски и на СР Югославия Воислав Кощуница подписват договор за общата си граница, като по този начин разрешават последния спорен въпрос между двете държави.
- 2001 г. – Радио Сити започва излъчване в по-големите градове на България.
- 2005 г. – За председател на 39-ото Народно събрание е избран Борислав Великов.
- 2006 г. – За главен прокурор на Република България е избран Борис Велчев.
- 2007 г. – Подписана е Спогодба за избягване на двойното данъчно облагане между България и САЩ.
- 2008 г. – Зов тигра в Приморски край на Русия е обявен за национален парк.

## Родени
- 1417 г. – Павел II, римски папа († 1471 г.)
- 1443 г. – Матяш Корвин, крал на Унгария († 1490 г.)
- 1633 г. – Самюъл Пийпс, английски писател († 1703 г.)
- 1685 г. – Георг Фридрих Хендел, германски композитор († 1759 г.)
- 1744 г. – Майер Ротшилд, немски предприемач († 1812 г.)
- 1782 г. – Йохан Пол, чешки ботаник († 1834 г.)
- 1823 г. – Найден Геров, български писател († 1900 г.)
- 1834 г. – Густав Нахтигал, немски лекар († 1885 г.)
- 1837 г. – Димитър Душанов, български книжовник († 1904 г.)
- 1840 г. – Всеволод Крестовски, руски офицер († 1895 г.)
- 1847 г. – Атанас Свещаров, български революционер († 1930 г.)
- 1864 г. – Вилхелм Щрайберг, немски лингвист († 1925 г.)
- 1864 г. – Кръстю Златарев, български офицер († 1925 г.)
- 1876 г. – Сенджуро Хаяши, министър-председател на Япония († 1943 г.)
- 1878 г. – Казимир Малевич, украински художник († 1935 г.)
- 1882 г. – Димитър Дичев, български революционер († 1934 г.)
- 1883 г. – Карл Ясперс, немски психиатър († 1969 г.)
- 1889 г. – Виктор Флеминг, американски режисьор († 1949 г.)
- 1894 г. – Димитър Атанасов, български учен († 1979 г.)
- 1897 г. – Валтер Денкерт, германски офицер († 1982 г.)
- 1899 г. – Елизабет Ланггесер, немска писателка († 1950 г.)
- 1899 г. – Ерих Кестнер, немски писател († 1974 г.)
- 1901 г. – Едгар Енде, немски художник († 1965 г.)
- 1905 г. – Асен Лазаров, български агроном († 1982 г.)
- 1915 г. – Пол Тибетс, американски генерал († 2007 г.)
- 1918 г. – Ричард Бътлър, американски фашист († 2004 г.)
- 1928 г. – Василий Лазарев, съветски космонавт († 1990 г.)
- 1929 г. – Алексий ІІ Московски, руски патриарх († 2008 г.)
- 1932 г. – Мейджъл Барет, американска актриса († 2008 г.)
- 1934 г. – Жак Сегела, френски рекламист
- 1940 г. – Георги Чалдъков, български учен
- 1940 г. – Здравко Велев, български дипломат († 2015 г.)
- 1940 г. – Илия Раев, български актьор († 2017 г.)
- 1940 г. – Питър Фонда, американски актьор († 2019 г.)
- 1941 г. – Венцеслав Андрейчев, български физик († 2001 г.)
- 1943 г. – Вера Ганчева, българска преводачка († 2020 г.)
- 1944 г. – Олег Янковски, руски актьор († 2009 г.)
- 1945 г. – Пламен Вагенщайн, български оператор († 1996 г.)
- 1946 г. – Камен Веселинов, български учен († 2021 г.)
- 1947 г. – Димитър Цеков, български футболист († 2022 г.)
- 1948 г. – Виолета Шаханова, българска оперна и камерна певица
- 1953 г. – Сатору Накаджима, японски пилот от Формула 1
- 1954 г. – Борислав Китов, български политик
- 1954 г. – Виктор Юшченко, президент на Украйна
- 1964 г. – Джон Норъм, норвежки китарист (Юръп)
- 1965 г. – Хелена Сукова, чешка тенисистка
- 1972 г. – Явор Гърдев, български режисьор
- 1983 г. – Красимир Гайдарски, български волейболист
- 1983 г. – Мидо, египетски футболист
- 1984 г. – Мамуту Кулибали, малийски футболист
- 1986 г. – Каменаши Казуя, японски идол
- 1989 г. – Килиан Шеридън, ирландски футболист
- 1989 г. – Амара Бейби, френски футболист
- 1992 г. – Кирякос Пападопулос, гръцки футболист
- 1994 г. – Дакота Фанинг, американска актриса

## Починали
- 1447 г. – Евгений IV, римски папа (* 1383 г.)
- 1603 г. – Андреа Чезалпино, италиански учен (* 1519 г.)
- 1704 г. – Георг Муфат, бароков композитор (* 1653 г.)
- 1717 г. – Магнус Стенбок, шведски генерал (* 1664 г.)
- 1766 г. – Станислав Лешчински, крал на Полша (* 1677 г.)
- 1820 г. – Альойзи Фелински, полски поет, драматург и преводач (* 1771 г.)
- 1821 г. – Джон Кийтс, британски поет (* 1795 г.)
- 1822 г. – Йохан Матеус Бехщайн, германски естественик (* 1757 г.)
- 1848 г. – Джон Куинси Адамс, 6-и президент на САЩ (* 1767 г.)
- 1855 г. – Карл Фридрих Гаус, немски математик (* 1777 г.)
- 1859 г. – Зигмунт Крашински, полски поет (* 1812 г.)
- 1870 г. – Ансън Бърлингейм, американски политик (* 1820 г.)
- 1876 г. – Рафаил Попов, български епископ (* 1830 г.)
- 1879 г. – Албрехт фон Роон, пруски политик (* 1803 г.)
- 1908 г. – Александър Георгиев, български революционер (* 1878 г.)
- 1908 г. – Зиновия Константинова, българска учителка (* ? г.)
- 1921 г. – Ото Пипер, немски изследовател (* 1841 г.)
- 1930 г. – Хорст Весел, националсоциалистически композитор (* 1907 г.)
- 1931 г. – Рачо Славейков, български офицер, публицист и преводач (* 1858 г.)
- 1934 г. – Едуард Елгар, английски композитор (* 1857 г.)
- 1939 г. – Александър Егоров, съветски маршал (* 1883 г.)
- 1939 г. – Алфонс ван Геле, белгийски изследовател (* 1848 г.)
- 1942 г. – Георги Костадиев, български революционер (* 1879 г.)
- 1943 г. – Александър Матросов, съветски военнослужещ (* 1924 г.)
- 1944 г. – Георги Колушки, български химик (* 1864 г.)
- 1944 г. – Моньо Минев, български партизанин (* 1918 г.)
- 1945 г. – Алексей Николаевич Толстой, руски писател (* 1883 г.)
- 1954 г. – Жак Мизес, немски шахматист (* 1865 г.)
- 1960 г. – Александър Алберт Маунтбатън, маркиз на Карисбрук (* 1886 г.)
- 1965 г. – Стан Лоръл, британски актьор (* 1890 г.)
- 1976 г. – Лорънс Стивън Лоури, британски художник (* 1887 г.)
- 1990 г. – Джеймс Гавин, американски офицер (* 1907 г.)
- 1997 г. – Димо Коларов, български кинооператор (* 1924 г.)
- 2000 г. – Стенли Матюс, английски футболист (* 1915 г.)
- 2000 г. – Тончо Жечев, български литературовед (* 1929 г.)
- 2006 г. – Александър Алексиев, македонски писател (* 1929 г.)
- 2006 г. – Бранко Пендовски, македонски писател (* 1920 г.)
- 2008 г. – Пол Фрер, белгийски пилот от Формула 1 (* 1917 г.)
- 2015 г. – Джеймс Олдридж, австралийски писател (* 1918 г.)

## Празници
- Бруней – Национален ден на Бруней (от 1984 г., национален празник)
- Гвиана – Ден на републиката (1972 г., национален празник)
- Русия – Ден на Червената армия /Защитника на Отечеството (1918 г., национален празник на мъжа)